# Carina Örgård

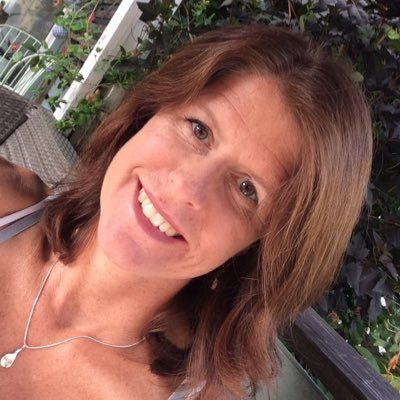
Carina Örgård

Carina Örgård, född 1970, är gruppledare och ledamot för Vänsterpartiet i regionstyrelsen i Västra Götalandsregionen. Örgård är terapeut till yrket och har tidigare arbetat för Rädda Barnen.   Hon har engagerat sig i frågor som personalbristen inom vården, nedskärningar inom beroendevården, emot privatiseringen av mödravården, och om att regionen bör utlysa klimatnödläge.